# Live (Cassandra Wilson)
Live è un album della cantante jazz Cassandra Wilson registrato il 18 aprile del 1991 e pubblicato nello stesso anno.

## Tracce
1. Don't Look Back – 05:55 (Cassandra Wilson, Jean-Paul Bourelly)
2. Soul Melange –  11:35 (Cassandra Wilson, Steve Colema)
3. Round Midnight – 07:58 (Thelonious Monk, Cootie Williams, Bernie Hanighan, BabsGonzales)
4. My Corner of The Sky – 09:49 (Cassandra Wilson)
5. Desperate Move – 12:04 (Steve Coleman)
6. Body and Soul 09:31  (Johnny Green, Edward Heyman, Robert Sour, Fank Heyton)
7. Rock This Calling – 12:17  (Cassandra Wilson, Steve Coleman)

## Formazione
- Cassandra Wilson – voce
- James Wedman – piano, tastiere
- Kevin Bruce Harris  – basso elettrico
- Mark Johnson – percussioni